# Rovescala
Rovescala – miejscowość i gmina we Włoszech, w regionie Lombardia, w prowincji Pawia.
Według danych na rok 2004 gminę zamieszkiwało 929 osób, 116,1 os./km².